# Caladenia aurantiaca
Caladenia aurantiaca là một loài thực vật có hoa trong họ Lan. Loài này được (R.S.Rogers) Rupp mô tả khoa học đầu tiên năm 1947.